# ریکو رودریگز (هنرپیشه)
ریکو رودریگز (انگلیسی: Rico Rodriguez؛ زادهٔ ۳۱ ژوئیهٔ ۱۹۹۸) بازیگر اهل ایالات متحده آمریکا است.
از فیلم‌های او می‌توان به آخر بازی اشاره کرد.